# Cussey-sur-l’Ognon

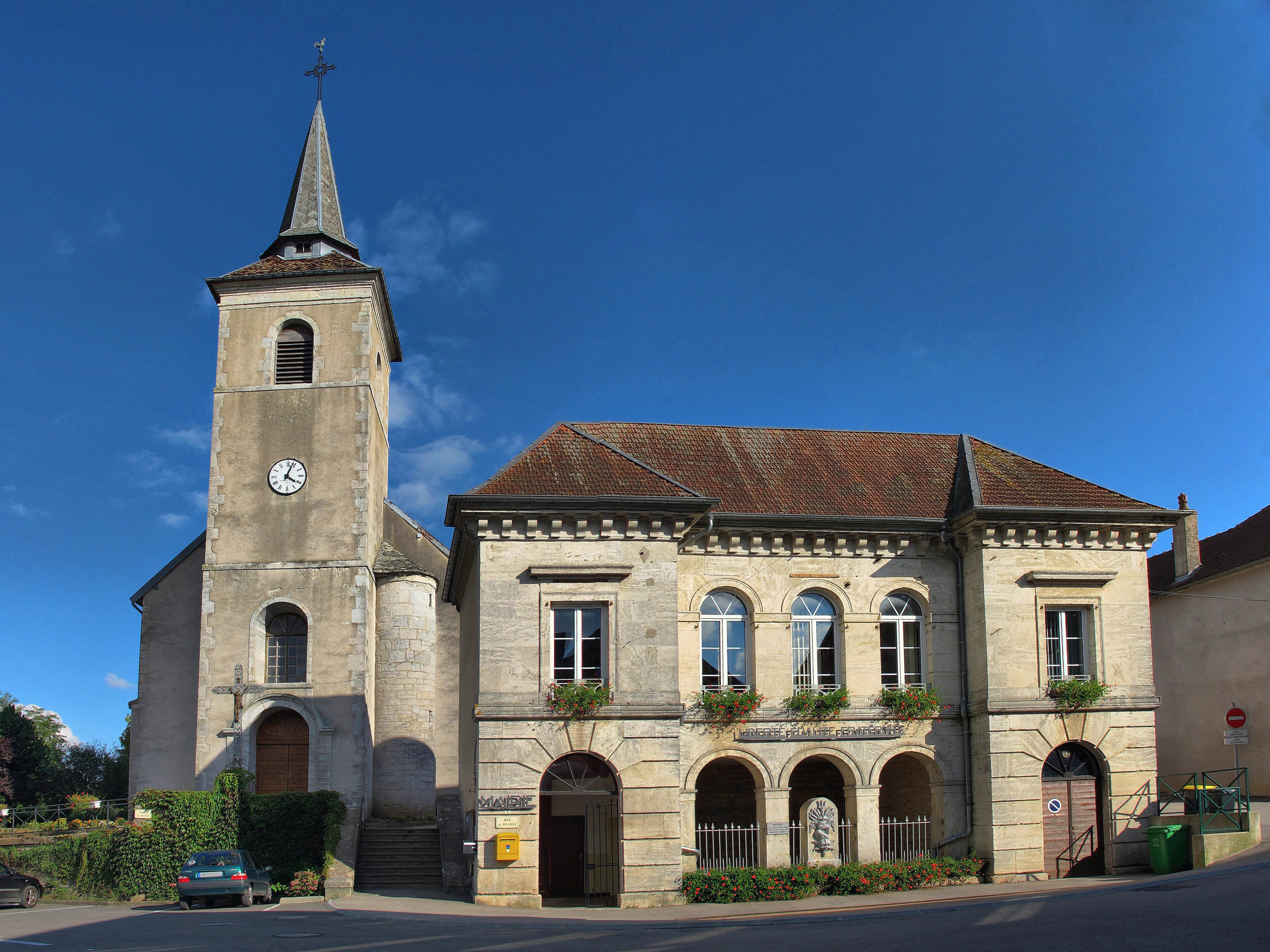
Die Kirche Saint-André mit Rathaus von 1840, dieses ist im Erdgeschoss auch ein Waschhaus, das Gebäude (Mairie) ist deshalb eine Mairie-lavoir

Cussey-sur-l’Ognon ist eine französische Gemeinde mit 1049 Einwohnern (Stand: 1. Januar 2022) im Département Doubs in der Region Bourgogne-Franche-Comté. Sie gehört zum Arrondissement Besançon und ist Mitglied im Gemeindeverband Grand Besançon Métropole. Die Bewohner werden Cusseylois und Cusseyloises genannt.

## Geographie
Cussey-sur-l’Ognon liegt auf 225 m, etwa 13 Kilometer nordwestlich der Stadt Besançon (Luftlinie). Das Dorf erstreckt sich am südlichen Rand des Ognon-Tals gegenüber von Étuz, in der leicht gewellten Landschaft im äußersten Nordwesten des Départements Doubs.
Die Fläche des 7,55 km² großen Gemeindegebiets umfasst einen Abschnitt des Ognon-Tals. Die westliche und nördliche Grenze verläuft entlang dem Ognon, der hier mit mehreren Windungen durch eine rund 1,5 Kilometer breite, flache Talniederung fließt. Vom Flusslauf erstreckt sich das Gemeindeareal nach Süden über die weite, ehemals moorige Talaue bis in die angrenzende leicht gewellte Landschaft. Diese ist teils von Acker- und Wiesenland, teils von Wald bestanden. Im Süden befindet sich das ausgedehnte Waldgebiet des Bois de Cussey. Auf einer Kuppe in diesem Wald wird mit 256 m die höchste Erhebung von Cussey-sur-l’Ognon erreicht. Im Südwesten umfasst das Gebiet den unteren Abschnitt des Ruisseau des Moulins und reicht bis an den Rand des Bois du Grand Bugnoz.
Nachbargemeinden von Cussey-sur-l’Ognon sind Étuz und Boulot im Norden, Geneuille im Osten, Les Auxons im Süden sowie Sauvagney und Chambornay-lès-Pin im Westen.

## Geschichte
Im Mittelalter wird der Ort unter dem Namen Cuscei erwähnt. Während des Deutsch-Französischen Krieges war Cussey-sur-l’Ognon im Oktober des Jahres 1870 Schauplatz von Kampfhandlungen zwischen den vordringenden deutschen Truppen und der französischen Armee, welche die drohende Einnahme der Stadt Besançon vereitelte. Heute gehört Cussey-sur-l’Ognon zum Gemeindeverband Grand Besançon.

## Sehenswürdigkeiten
Die Kirche Saint-André in Cussey-sur-l’Ognon wurde im 18. Jahrhundert errichtet.

## Bevölkerung
| Jahr                       | 1962 | 1968 | 1975 | 1982 | 1990 | 1999 | 2005 | 2016 |
| Einwohner                  | 239  | 197  | 324  | 478  | 570  | 621  | 790  | 1029 |
| Quellen: Cassini und INSEE |      |      |      |      |      |      |      |      |

Mit 1049 Einwohnern (Stand 1. Januar 2022) gehört Cussey-sur-l’Ognon zu den kleinen Gemeinden des Départements Doubs. Nachdem die Einwohnerzahl in der ersten Hälfte des 20. Jahrhunderts stets im Bereich zwischen 160 und 230 Personen gelegen hatte, wurde seit Beginn der 1970er Jahre ein markantes Bevölkerungswachstum verzeichnet. Seither entstanden am Ortsrand zahlreiche Einfamilienhäuser, und die Einwohnerzahl hat sich vervierfacht.

## Wirtschaft und Infrastruktur
Cussey-sur-l’Ognon war bis weit ins 20. Jahrhundert hinein ein vorwiegend durch die Landwirtschaft (Ackerbau, Obstbau und Viehzucht) und die Forstwirtschaft geprägtes Dorf. Daneben gibt es heute einige Betriebe des lokalen Kleingewerbes. Mittlerweile hat sich das Dorf auch zu einer Wohngemeinde gewandelt. Viele Erwerbstätige sind deshalb Wegpendler, die in der Agglomeration Besançon ihrer Arbeit nachgehen.
Die Ortschaft liegt abseits der größeren Durchgangsstraßen an einer Departementsstraße, die von Miserey-Salines nach Fretigney-et-Velloreille führt. Der nächste Anschluss an die Autobahn A36 befindet sich in einer Entfernung von ungefähr zehn Kilometern. Weitere Straßenverbindungen bestehen mit Auxon-Dessous und Geneuille.